# Gruselserie
Die Gruselserie ist eine deutsche Grusel- und Horror-Hörspielserie der Marke Europa, die in den Jahren 1981–1982 erschienen ist. Die Bücher wurden von H. G. Francis verfasst, weshalb die Serie auch unter dem Titel H. G. Francis’ Gruselserie bekannt ist. 2019 wurde die Serie wiederbelebt.

## Hintergrund

### Geschichte
Nachdem Europa in den 1970er-Jahren mehrere Einzelveröffentlichungen aus dem Horror-Genre auf den Markt gebracht hatte, sollten weitere Episoden innerhalb der Gruselserie gebündelt und etabliert werden.
Als erste Folge der neuen Serie wurde 1981 das Hörspiel Frankensteins Sohn im Monster-Labor veröffentlicht. Es handelt sich dabei um eine Neufassung des 1977 erschienenen Hörspiels Frankensteins Sohn. Auch die zweite Folge Dracula und Frankenstein, die Blutfürsten war lediglich eine Neufassung des Hörspiels Dracula trifft Frankenstein aus dem Jahr 1979. Die Neufassungen erhielten neue Titel sowie geänderte Musikstücke und andere Cover. Für die nächste Folge verfasste H. G. Francis eine abgewandelte Version des Romans Dracula, die unter dem Titel Dracula, König der Vampire als Folge 3 erschien. Auch die vierte Folge, Schloss des Grauens war eine Neufassung des bereits 1976 erschienenen Hörspiels Das Gespenst vom Schlosshotel. Folge 5 Angriff der Horrorameisen war die erste neue Geschichte innerhalb der Gruselserie und lehnte sich inhaltlich eher am modernen Horrorfilm, als an der klassischen Gruselgeschichte an.
Folge 15 bestand ausschließlich aus den von Carsten Bohn komponierten Musikstücken der Reihe, die in längeren Versionen enthalten waren. Diese Folge war außerdem die letzte, die auf LP und MC erschienen, ab Folge 16 wurden die Hörspiele nur noch auf MC veröffentlicht. Mit Folge 18 erschien 1982 die letzte Folge der Serie. Über die Gründe, die zur Einstellung führten, ist nichts bekannt.
1987 erschienen zehn der achtzehn Folgen mit geänderten Titelbildern und teilweise neu abgemischten Musikstücken erneut. Die Titel wurden dafür teilweise gekürzt.
1999 erschien die Serie in neu bearbeiteten Fassungen unter dem Motto Die Rückkehr der Klassiker auch auf CD. Aufgrund eines Rechtsstreits zwischen dem Komponisten des Soundtracks, Carsten Bohn, und dem Markeninhaber von Europa wurden die Folgen für diese Ausgabe bearbeitet, wobei man die ursprüngliche Hörspielmusik durch neue Stücke ersetzte sowie Teile musikunterlegter Szenen entweder umschrieb oder ganz wegschnitt. Da die Originalfolge 15 aus reinen Musikstücken bestand, wurde sie in dieser Auflage durch das Hörspiel Nessie, das Ungeheuer von Loch Ness ersetzt, das ursprünglich bereits 1977 als Einzelhörspiel erschien.
Die CD-Auflage der Gruselserie ist von Europa ab 14 Jahren empfohlen. Die Hörspielauflagen vor 1999 hatten eine Altersempfehlung seitens Europas von 12 Jahren.

### Hüllengestaltung
Die Titelbilder der ersten vier Folgen stammen vom Künstler Van Vindt, dessen bürgerlicher Name Olof Feindt lautet.
Für die Neuauflage von 1987 wurden neue, modernere Illustrationen verwendet.

## Originalserie

### Sprecher
Die Hörspielreihe zeichnete sich vor allem durch eine Vielzahl prominenter Theater- und Filmschauspieler aus, die hier als Sprecher fungierten.
| Charakter | Sprecher                                     |
| Folge 1: Frankensteins Sohn im Monster-Labor                                                                          | Folge 1: Frankensteins Sohn im Monster-Labor |
| --- | -------------------------------------------- |
| Bob Brown | Gerd Martienzen                              |
| Maggie Brown | Eva Gelb                                     |
| Wirt | Andreas von der Meden                        |
| Gast | Hans Meinhardt P HM                          |
| Horr | Franz-Josef Steffens                         |
| Dr. Giralda | Rolf Mamero                                  |
| Dr. Frank | Hans Paetsch                                 |
| Senor Alvarez | Lothar Grützner                              |
| Folge 2: Dracula und Frankenstein, die Blutfürsten                                                                    |                                              |
| Reporter Tom Fawley                                                                                                   | Horst Frank                                  |
| Eireen Fox | Brigitte Kollecker                           |
| Wirt | Benno Sterzenbach                            |
| Dr. Stein | Hans Paetsch                                 |
| Dr. Finistra | Harriet Henckel P                            |
| Homunculus | Andreas Weber P                              |
| Graf Dracula | Gottfried Kramer                             |
| Erzähler | Karl Walter Diess                            |
| Folge 3: Dracula, König der Vampire                                                                                   |                                              |
| Fahrgast | Katharina Brauren                            |
| 1. Vampir | Ingrid Dreier P                              |
| 2. Vampir | Dörthe Kiesling P                            |
| 3. Vampir | Susanne Wulkow als Elise Gruber P            |
| Frau | Marianne Kehlau                              |
| Graf Dracula | Charles Regnier                              |
| Fahrgast | Horst Stark                                  |
| Erzähler/Jonathan Harker                                                                                              | Günther Ungeheuer                            |
| Kutscher | Ernst von Klipstein                          |
| Mina | Reinhilt Schneider                           |
| Folge 4: Das Schloß des Grauens                                                                                       |                                              |
| Benno | Andreas von der Meden                        |
| Ulla | Reinhilt Schneider                           |
| Wagner | Ernst von Klipstein                          |
| Frau Bentin | Marianne Kehlau                              |
| Georg | Peter Kirchberger                            |
| Polizist | Jochen Sehrndt                               |
| Folge 5: Der Angriff der Horrorameisen                                                                                |                                              |
| Harry Marlow | Günther Flesch                               |
| Dr. Doris Barn | Cordula Hubrich                              |
| Joanne Marlow | Ursula Sieg                                  |
| Erzähler | Günther Ungeheuer                            |
| Sheriff | Wolfgang Völz                                |
| Wirt | Joachim Wolff                                |
| Folge 6: Das Duell mit dem Vampir                                                                                     |                                              |
| Tom Fawley | Horst Frank                                  |
| Señorita Álvarez | Cordula Hubrich                              |
| Eireen Fox/Fawley | Brigitte Kollecker                           |
| Erzähler | Christian Rode                               |
| Doktor | Joachim Wolff                                |
| Wolfsmensch | Carlo Masur                                  |
| Polizist | Andreas E. Beurmann                          |
| Folge 7: Die Begegnung mit der Mörder-Mumie                                                                           |                                              |
| Dr. Erich Jansing | Hannes Messemer                              |
| Mumie | Klaus Klein P                                |
| Jussuf | Gottfried Kramer                             |
| Muhammad | Wolf Rahtjen                                 |
| Callaghan | Joachim Richert                              |
| Heide | Heidi Schaffrath                             |
| Erzähler | Günther Ungeheuer                            |
| Wächter | Hans Meinhardt P HM                          |
| Polizist | Peter Kirchberger                            |
| Folge 8: Gräfin Dracula, Tochter des Bösen                                                                            |                                              |
| Gräfin Dracula | Marianne Kehlau                              |
| Amalia Rodríguez | Katharina Brauren                            |
| María | Gabriele Libbach                             |
| Angelo Menares | Horst Stark                                  |
| Erzähler | Günther Ungeheuer                            |
| Pedro Faría | Ernst von Klipstein                          |
| Wahnsinniger | Michael von Rospatt                          |
| Folge 9: Im Bann der Monsterspinne                                                                                    |                                              |
| Dr. C. Wyman | Gottfried Kramer                             |
| Spinne | Renate Pichler                               |
| Angie Stevenson | Gabriele Libbach                             |
| Parkwache | Hans Meinhardt P HM                          |
| Affe | Gerlach Fiedler                              |
| Verkäufer | Joachim Richert                              |
| Sheriff | Christian Rode                               |
| Duke Douglas | Horst Stark                                  |
| Erzähler | Günther Ungeheuer                            |
| Ben | Ernst von Klipstein                          |
| Wyman | Siegfried Wald                               |
| P Pseudonyme sind kursiv geschrieben HM Das Pseudonym Hans Meinhardt wurde von unterschiedlichen Sprechern verwendet. |                                              |

| Charakter | Sprecher                                     |
| Folge 10: Draculas Insel, Kerker des Grauens                                                                          | Folge 10: Draculas Insel, Kerker des Grauens |
| --- | -------------------------------------------- |
| Peter Griest | Gernot Endemann                              |
| Hammand | Gottfried Kramer                             |
| Kapitän Hummunk | Hannes Messemer                              |
| Doran | Wolf Rahtjen                                 |
| Graf Dracula | Charles Regnier                              |
| Elenor | Heidi Schaffrath                             |
| Professor Dark | Friedrich Schütter                           |
| Erzähler | Günther Ungeheuer                            |
| Matrose Jim | Michael von Rospatt                          |
| Folge 11: Der Pakt mit dem Teufel                                                                                     |                                              |
| Kurt Krohn | Peter Buchholz                               |
| Toni | Henry Kielmann                               |
| Angela | Marion Martienzen                            |
| Busfahrer | Karl-Ulrich Meves                            |
| Teufel | Karl-Ulrich Meves                            |
| Elke Wille | Renate Pichler                               |
| Paul Wille | Rüdiger Schulzki                             |
| Erzähler | Günther Ungeheuer                            |
| Sigmund von Moosham                                                                                                   | Hans Meinhardt P HM                          |
| Folge 12: Die Nacht der Todes-Ratte                                                                                   |                                              |
| Professor Hasquet | Richard Lauffen                              |
| Claudine | Donata Höffer                                |
| Kommissar | Henry Kielmann                               |
| Henri Clement | Christian Mey                                |
| Dr. Mireaux | Wolfgang Rossi P                             |
| Erzähler | Günther Ungeheuer                            |
| Pascal | Alexander Bischoff P                         |
| Folge 13: Dem Monster auf der blutigen Spur                                                                           |                                              |
| Pouliguen | Hans Meinhardt P HM                          |
| Salaün | Peter Buchholz                               |
| Jacques | Franz Enzinger P                             |
| Paul | Michael Deffert                              |
| Martin Gallun | Alexander Draeger                            |
| Jean | Marek Harloff                                |
| Polizist | Richard Lauffen                              |
| Silvie Gallun | Renate Pichler                               |
| Horst Gallun | Rüdiger Schulzki                             |
| Erzähler | Günther Ungeheuer                            |
| Folge 14: Die tödliche Begegnung mit dem Werwolf                                                                      |                                              |
| Henry Aston | Wolfgang Draeger                             |
| Susan | Roswitha Benda                               |
| Mutter Hethy | Katharina Brauren                            |
| Mrs. Millan | Aranka Jaenke-Mamero                         |
| Ben | Henry Kielmann                               |
| Kommissar McCallun | Karl-Ulrich Meves                            |
| Vera Aston/Erzählerin                                                                                                 | Elke Reissert                                |
| Tante Martha | Gisela Trowe                                 |
| Folge 15: Nessie, das Ungeheuer von Loch Ness                                                                         |                                              |
| Dr. Jonas Morgan | Hans Daniel                                  |
| Henry Stockton | Volker Brandt                                |
| Tom Fawley | Horst Frank                                  |
| Eireen Fox | Brigitte Kollecker                           |
| Billy | Nicolas Körting                              |
| Lord Cattenbury | Richard Lauffen                              |
| Folge 16: Ungeheuer aus der Tiefe                                                                                     |                                              |
| Inge | Susanne Beck                                 |
| Ulf | Gernot Endemann                              |
| Ella | Barbara Fenner                               |
| Karl | Michael Harck                                |
| Peer | Peter Lakenmacher                            |
| Erzähler | Günther Ungeheuer                            |
| Karin | Rebecca Völz                                 |
| Arno | Andreas von der Meden                        |
| Julia | Pia Werfel                                   |
| Karmelo Bekavac | Joachim Wolff                                |
| Folge 17: Die Insel der Zombies                                                                                       |                                              |
| Sandra | Marianne Bernhardt                           |
| Jonas Pray | Uwe Friedrichsen                             |
| Collings | Peter Lakenmacher                            |
| Machon | Wolf Rahtjen                                 |
| Batuu | Renate Schubert                              |
| Kapitän | Horst Stark                                  |
| Erzähler | Günther Ungeheuer                            |
| Juana | Pia Werfel                                   |
| Clarissa Dreighton | Judy Winter                                  |
| Eric | Joachim Wolff                                |
| Folge 18: Das Weltraum-Monster                                                                                        |                                              |
| Roboter Sulky | Frank Doermer P                              |
| Karl Meisinger | Michael Harck                                |
| Jeanne Gironde | Brigitte Kollecker                           |
| Pablo Duval | Horst Naumann                                |
| Bobby Fitzgerald | Horst Stark                                  |
| Hamilton Meredith | Hans Timmermann                              |
| Erzähler | Günther Ungeheuer                            |
| Helen Traker | Rebecca Völz                                 |
| Carl Malon | Wolfgang Völz                                |
| Eleonore Maine | Judy Winter                                  |
| P Pseudonyme sind kursiv geschrieben HM Das Pseudonym Hans Meinhardt wurde von unterschiedlichen Sprechern verwendet. |                                              |

### Folgenindex
| 1               | –  | 1  | Frankensteins Sohn im Monster-Labor                       | Neuauflage von Frankensteins Sohn (1977)            |
| 2               | –  | 2  | Dracula und Frankenstein, die Blutfürsten                 | Neuauflage von Dracula trifft Frankenstein (1979)   |
| 3               | 1  | 3  | Dracula, König der Vampire (1987: Dracula)                | frei nach dem Roman Dracula                         |
| 4               | –  | 4  | Das Schloss des Grauens                                   | Neuauflage von Das Gespenst vom Schlosshotel (1976) |
| 5               | 5  | 5  | Der Angriff der Horrorameisen (1987: Gigant-Ameisen)      | –                                                   |
| 6               | –  | 6  | Das Duell mit dem Vampir                                  | –                                                   |
| 7               | 7  | 7  | Die Begegnung mit der Mörder-Mumie (1987: Die Mumie)      | –                                                   |
| 8               | 2  | 8  | Gräfin Dracula, Tochter des Bösen (1987: Gräfin Dracula)  | –                                                   |
| 9               | 9  | 9  | Im Bann der Monsterspinne (1987: Die Riesen-Spinne)       | –                                                   |
| 10              | 3  | 10 | Draculas Insel, Kerker des Grauens (1987: Draculas Insel) | –                                                   |
| 11              | –  | 11 | Der Pakt mit dem Teufel                                   | –                                                   |
| 12              | 10 | 12 | Die Nacht der Todes-Ratte (1987: Die Ratte)               | –                                                   |
| 13              | 6  | 13 | Dem Monster auf der blutigen Spur (1987: Die Spur)        | –                                                   |
| 14              | 4  | 14 | Die tödliche Begegnung mit dem Werwolf (1987: Werwolf)    | –                                                   |
| 15              | –  | –  | Horror Pop Sounds                                         | enthält ausschließlich Musikstücke                  |
| 16              | –  | 16 | Ungeheuer aus der Tiefe                                   | –                                                   |
| 17              | –  | 17 | Die Insel der Zombies                                     | –                                                   |
| 18              | 8  | 18 | Das Weltraum-Monster (1987: Das Weltraum-Wesen)           | –                                                   |
| –               | –  | 15 | Nessie, das Ungeheuer von Loch Ness                       | ursprünglich 1977 als Einzelhörspiel erschienen     |
| Anmerkungen: 1. |    |    |                                                           |                                                     |

### 3er-Boxen
Außerdem sind zwei 3er-Boxen erschienen.
Die 1. Gruselbox (auch als „Horst Frank & Brigitte Kollecker Box“ bekannt)
1. Dracula trifft Frankenstein (Folge 2)
2. Nessie, das Ungeheuer von Loch Ness (Folge 15)
3. Das Duell mit dem Vampir (Folge 6)

Die 2. Gruselbox
1. Frankensteins Sohn im Monster-Labor (Folge 1)
2. Die Nacht der Todes-Ratte (Folge 12)
3. Im Bann der Monsterspinne (Folge 9)

Bei der zweiten Box ist SONY ein Fehler unterlaufen. Auf dem Cover steht, dass es sich bei dieser Box um drei gruselige Abenteuer mit dem Kultpaar Eireen Fox und Tom Fawley handelt. Diese beiden sind lediglich in der 1. Gruselbox zu hören. In dem ersten Abenteuer der 2. Gruselbox handelt es sich um das Reporterpaar Maggie und Bob Brown, gespielt von Eva Gelb und Gerd Martienzen.

## Wiederbelebung der Serie
Mit dem Werbespruch „Die Gruselserie ist zurück“ startete Sony unter seiner Vertriebsmarke Europa im Jahr 2019 eine Serie neuer Produktionen mit dem bekannten Titel Gruselserie. Neuer Autor ist André Minninger, der die Skripte auf Grundlage der Cover von Wolfram Damerius schreibt. Vorher gibt Minninger Damerius Anregungen, die dann von Damerius im Cover detaillierter ausgeführt werden. Die Regie führt erneut Heikedine Körting. Die Folgen werden in den Formaten CD, LP (Vinyl), Download und Streaming vermarktet.

### Sprecher
| Charakter                                         | Sprecher                                    |
| Folge 1: Polterabend – Nacht des Entsetzens       | Folge 1: Polterabend – Nacht des Entsetzens |
| ------------------------------------------------- | ------------------------------------------- |
| Gerhard Schubert                                  | Andreas Fröhlich                            |
| Gudrun                                            | Heidi Schaffrath                            |
| Agnes                                             | Regina Lemnitz                              |
| Apollonia                                         | Judy Winter                                 |
| Johanna                                           | Rosemarie Wohlbauer                         |
| Verena                                            | Katja Brügger                               |
| Torben                                            | Michael Deffert                             |
| Nanni                                             | Kerstin Draeger                             |
| Mila                                              | Madeleine Tusk                              |
| Anton                                             | Sascha Draeger                              |
| Lieferant                                         | Gordon Piedesack                            |
| Anna Schubert                                     | Reinhilt Schneider                          |
| Folge 2: Yeti – Kreatur aus dem Himalaya          |                                             |
| Erzähler                                          | Udo Schenk                                  |
| Xaver Heckler                                     | Till Demtrøder                              |
| Nigel McDermitt                                   | Marek Harloff                               |
| Peter Kruse                                       | Marek Erhardt                               |
| Giuseppe Galliano                                 | Nico König                                  |
| Sven Tarralikitak                                 | Achim Buch                                  |
| Trixie                                            | Henrike Fehrs                               |
| Dave                                              | Michael Lott                                |
| Bill                                              | Konstantin Graudus                          |
| Jack                                              | Daniel Schütter                             |
| Mann                                              | Stefan Brönneke                             |
| Sir Geoffrey Selford                              | Rüdiger Schulzki                            |
| Redakteurin                                       | Merete Brettschneider                       |
| Redakteur                                         | Herbert Tennigkeit                          |
| Folge 3: Moskitos – Anflug der Killer-Insekten    |                                             |
| Erzähler                                          | Udo Schenk                                  |
| Ute Maibaum                                       | Heidrun von Goessel                         |
| Da Silva                                          | Rüdiger Schulzki                            |
| Elano                                             | Patrick Bach                                |
| Hattie Miller                                     | Elga Schütz                                 |
| Henry Miller                                      | Eckart Dux                                  |
| Nicholas Turner                                   | Martin May                                  |
| Jason Nixon                                       | Konstantin Graudus                          |
| Mattheus                                          | Julian Greis                                |
| Gonzales                                          | Till Huster                                 |
| Professor Almeida                                 | Peter Weis                                  |
| Jamiro                                            | Volker Hanisch                              |
| Folge 4: Projekt X – Invasion der Aliens          |                                             |
| Michi                                             | Lino Kelian                                 |
| Robby                                             | Lovis Harloff                               |
| Dr. Pinske-Lange                                  | Anne Moll                                   |
| Kommandant Sautter                                | K. Dieter Klebsch                           |
| Assistent Kröger                                  | Wolfgang Kaven                              |
| Dr. Mikazu                                        | Lutz Mackensy                               |
| Schwester Cordula                                 | Astrid Kollex                               |
| Feldwebel Zwegert                                 | Stefan Brönneke                             |
| Basis                                             | Wolfgang Berger                             |
| Aufsicht                                          | Herbert Tennigkeit                          |
| Sanitäter                                         | Daniel Axt                                  |
| Alien                                             | Peter Buchholz                              |
| Folge 5: Dracula – Tod im All                     |                                             |
| Erzähler                                          | Christian Brückner                          |
| Graf Dracula                                      | Udo Schenk                                  |
| Valentina Alexandrowna                            | Gertie Honeck                               |
| Stella Dupont                                     | Merete Brettschneider                       |
| Björn Hellström                                   | Romanus Fuhrmann                            |
| Tarik Thomalla                                    | Peter G. Dirmeier                           |
| Diana Labahn                                      | Anna Carlsson                               |
| Walther Beenstock                                 | Jürgen Uter                                 |
| Folge 6: SOS – Wasserleichen an Bord              |                                             |
| Timo                                              | Simon Jäger                                 |
| Hanna                                             | Gabriele Libbach                            |
| Leon                                              | Gosta Liptow                                |
| Yvette                                            | Sarah Madeleine Tusk                        |
| Calveras, Kapitän der Aurora                      | Jürgen Thormann                             |
| Männer im Schlauchboot, Wasserleichen             | Lutz Schnell                                |
| Männer im Schlauchboot, Wasserleichen             | Peter Weis                                  |
| Folge 7: Mondära – Im Todesgriff der Würgepflanze |                                             |
| Erzähler                                          | Michael Prelle                              |
| Hattie Miller                                     | Elga Schütz                                 |
| Henry Miller                                      | Eckart Dux                                  |
| Blanche Cooper                                    | Elke Reissert                               |
| Pfleger Steven                                    | André Beyer                                 |
| Pfleger Jeffrey „Jeff“                            | Andreas Birnbaum                            |
| Mrs. Summer                                       | Judy Winter                                 |
| Maggie                                            | Katja Brügger                               |
| Edward Brighton (Diktiergerät)                    | Wolfgang Pampel                             |
| Kathy Barr                                        | Anja Topf                                   |
| Telefonansage                                     | Selina Böttcher                             |

| Charakter                                            | Sprecher                                            |
| Folge 8: Frankensteins Nichte – Erbin des Wahnsinns  | Folge 8: Frankensteins Nichte – Erbin des Wahnsinns |
| ---------------------------------------------------- | --------------------------------------------------- |
| Martin Shephard                                      | Helmut Zierl                                        |
| Orlando Towne                                        | Nicolas König                                       |
| Harper                                               | Hans Peter Korff                                    |
| Prof. Victoria Stone                                 | Desiree Nick                                        |
| Helen                                                | Susanne Wulkow                                      |
| Jamie                                                | Anne Moll                                           |
| Nancy Shephard                                       | Anna Carlsson                                       |
| Trixie Watson                                        | Dorette Hugo                                        |
| Joe                                                  | Lothar Palmer                                       |
| Navigationsgerät                                     | Hilla Fitzen                                        |
| Folge 9: Ouija – Terror im Geisterhaus               |                                                     |
| Claudia                                              | Stephanie Kirchberger                               |
| Birgit                                               | Reinhilt Schneider                                  |
| Susanne                                              | Manuela Dahm                                        |
| Maxi                                                 | Sandra Schwittau                                    |
| Heidi                                                | Regine Lamster                                      |
| Detlef Rot                                           | Andreas Fröhlich                                    |
| Kommissar                                            | Christian Rudolf                                    |
| Polizist Meyer                                       | André Minninger                                     |
| Klaus, Heidis Freund                                 | Achim Buch                                          |
| Folge 10: Subway 666 – Endstation Hölle              |                                                     |
| Chris                                                | Manou Lubowski                                      |
| Nadine                                               | Anouschka Renzi                                     |
| Schaffner                                            | Jürgen Thormann                                     |
| Julia Green                                          | Neda Rahmanian                                      |
| Walt Green                                           | Konstantin Graudus                                  |
| Stephen Billings                                     | Marc Zabinski                                       |
| Daniel Sheppard                                      | Nico König                                          |
| James Cullingham                                     | Peter G. Dirmeier                                   |
| Jennifer                                             | Rosemarie Wohlbauer                                 |
| Claude Ravel                                         | Tim Grobe                                           |
| Paul Miller                                          | Pat Murphy                                          |
| April Baker                                          | Merete Brettschneider                               |
| William Baker                                        | Jan Langer                                          |
| Durchsage                                            | Jens Böttcher                                       |
| Mortimer                                             | Gordon Piedesack                                    |
| Folge 11: Gothic Land – Treibjagd im Vergnügungspark |                                                     |
| Erzähler                                             | Lutz Mackensy                                       |
| Kirby                                                | Fabian Harloff                                      |
| Alan                                                 | Marek Harloff                                       |
| Ivy                                                  | Simona Pahl                                         |
| Amber                                                | Celine Fontanges                                    |
| Nancy Carew                                          | Linda Fölster                                       |
| Mr. Carew                                            | Joachim Kretzer                                     |
| Mrs. Carew                                           | Svantje Wascher                                     |
| Frank Parker                                         | Jan-David Rönfeldt                                  |
| Mary                                                 | Andrea Lüdke                                        |
| Jacob                                                | Erik Schäffler                                      |
| Mike                                                 | Helmut Zierl                                        |
| Donna / PU-X4-Modell                                 | Eva Michaelis                                       |
| Miller                                               | Frank Jordan                                        |
| Mönch                                                | Lars Schmidtke                                      |
| Glenda                                               | Angelika Berg                                       |
| Jeffrey                                              | Werner Wilkening                                    |
| Off-Stimme                                           | Till Huster                                         |
| Durchsage                                            | Nina Minninger                                      |
| Folge 12: Der Unsichtbare – Injektion des Bösen      |                                                     |
| Danton                                               | Christian Rudolf                                    |
| Browden                                              | Charles Brauer                                      |
| Horrester                                            | Götz Otto                                           |
| Hanson                                               | Tom Solo                                            |
| Dr. Noxworth                                         | Judy Winter                                         |
| Milton                                               | Nicolas König                                       |
| Steve Holland                                        | Stephan Benson                                      |
| Bud Ferris                                           | Helmut Zierl                                        |
| Croupier                                             | Nico-Alexander Wilhelm                              |
| Barkeeper                                            | Niclas G. Icewood                                   |
| John                                                 | Louis Held                                          |
| Heather                                              | Anna Grisebach                                      |
| Judy                                                 | Katja Brügger                                       |
| Taxifahrer                                           | Achim Schülke                                       |

### Folgenindex
| Nr. | Titel                                          | Veröffentlicht am |
| --- | ---------------------------------------------- | ----------------- |
| 1   | Polterabend – Nacht des Entsetzens             | 1. März 2019      |
| 2   | Yeti – Kreatur aus dem Himalaya                | 1. März 2019      |
| 3   | Moskitos – Anflug der Killer-Insekten          | 3. Mai 2019       |
| 4   | Projekt X – Invasion der Aliens                | 16. Aug. 2019     |
| 5   | Dracula – Tod im All                           | 18. Okt. 2019     |
| 6   | SOS – Wasserleichen an Bord                    | 11. Sep. 2020     |
| 7   | Mondära – Im Todesgriff der Würgepflanze       | 22. Jan. 2021     |
| 8   | Frankensteins Nichte – Die Erbin des Wahnsinns | 30. Juli 2021     |
| 9   | Ouija – Terror im Geisterhaus                  | 29. Apr. 2022     |
| 10  | Subway 666 – Endstation Hölle                  | 27. Jan. 2023     |
| 11  | Gothic Land – Treibjagd im Vergnügungspark     | 5. Okt. 2023      |
| 12  | Der Unsichtbare – Injektion des Bösen          | 17. Mai 2024      |
| 13  | Kakerlaken - Todesbrut der Parasiten           | 7. Feb. 2025      |